# Trichosalpinx fruticosa
Trichosalpinx fruticosa är en orkidéart som beskrevs av Carlyle August Luer. Trichosalpinx fruticosa ingår i släktet Trichosalpinx och familjen orkidéer. Inga underarter finns listade i Catalogue of Life.